# Gudrun Keussen
Gudrun Keussen (* 1920; † 1. Januar 2006) war eine deutsche Kinderbuchillustratorin.

## Biographie
Gudrun Keussen wurde 1920 in Deutschland geboren und starb am 1. Januar 2006 ebenfalls in Deutschland. Sie liegt jedoch auf eigenen Wunsch am Round Lake Cemetery in Aitkin County Minnesota neben ihrer Schwiegertochter begraben. Ab ca. 1950 illustrierte sie mehrere kleinformatige Kinderbücher. Große Bekanntheit erlangten die ab 1961 im Münchener Ars Sacra Verlag Josef Müller erschienenen Pappband-Kinderbücher der Reihe So leben wir.... Weiters gestaltete sie rund 30 liebevoll und kleinteilig gestaltete Adventskalender, die zwischen 1953 und 1976 im Ars Sacra Verlag erschienen.

## Publikationen (Auswahl)
- Kobold Hinterlist. Wien 1951 (Text Helene Weilen)
- Im Garten von Puk und Pat. Josef Müller, München 1959.
- Puk und Pat kehren heim. Ars Sacra Verlag Josef Müller, München 1961.
- So leben wir in der Stadt. Ars Sacra Verlag Josef Müller, München 1961. Nachdruck 1996, ISBN 978-3-7607-7084-0.[4]
- So leben wir auf dem Land. Ars Sacra Verlag Josef Müller, München 1962. Nachdruck ISBN 978-3-7607-7205-9.
- So leben wir in fernen Ländern. Ars Sacra Verlag Josef Müller, München 1964.
- Tiere in Wald und Feld. Ars Sacra Verlag Josef Müller, München 1966.
- Die wilden Tiere. Ars Sacra Verlag Josef Müller, München 1966.
- So leben wir vom Morgen bis zum Abend. Ars Edition, München 1964, ISBN 978-3-7607-7209-7.